# Manuela Malasaña
Manuela Malasaña Oñoro (10. března 1791 Madrid – 2. května 1808 Madrid) byla španělská vyšívačka, která se stala obětí během květnového povstání 1808 v Madridu, což bylo lidové povstání proti Napoleonovým francouzským okupačním jednotkám.
Manuela byla dcerou francouzského pekaře Jeana Malesange, který se španělsky jmenoval „Juan Malasaña“, a jeho manželky Marcely Oñoro. Bydlela v ulici San Andrés č. 18.
Jako mnoho dalších mladých lidí z Madridu se i tato dívka podílela na obraně kasáren Parque de Artillería de Monteleón, které se nacházely na místě, které bylo později pojmenováno Plaza del Dos de Mayo. Byla zajata a popravena na základě obvinění, že ji našli se zbraní. Byly to nůžky.
Jméno Manuela Malasaña se objevuje s číslem 74 v seznamu obětí vedeném vojenským a městským archivem Madridu.
Manuela byla ve svém okolí známá svým mládím a sympatiemi, které vyzařovala. Skutečnost, že zemřela tak mladá a dala svůj život věci svobody, vytvořila kolem její památky velkou hrdinskou legendu. Její idealizovaný portrét se nachází v Sále hrdinů v Armádním muzeu – je dílem vojáka José Luise Villar y Rodríguez de Castro. Madrid uctil její památku pojmenováním ulice jejím jménem, a to ve své staré čtvrti Maravillas, poblíž místa, kde žila. V 80. letech 20. století celá čtvrť Maravillas začala být známá jako čtvrť Malasaña. Město Móstoles po ní pojmenovalo ulici a stanici metra na lince 12.